# Forteresse de Niš
La forteresse de Niš  (en serbe cyrillique : serbe : Нишка тврђава ; en serbe latin : Niška tvrđava) est une forteresse est située à Niš, dans la municipalité de Crveni krst, sur le territoire de la ville de Niš et dans le district de Nišava, en Serbie. Elle est inscrite sur la liste des monuments culturels protégés de la république de Serbie (identifiant no SK 861),,,.
C'est un site archéologique et historique, ainsi qu'une attraction touristique, d'où la présence de nombreux cafés et trottoirs alentour.
Cette forteresse, qui existe sur cet emplacement depuis le milieu du IIe siècle et l'installation de la 1re cohorte de Dardanie (Balkans), fut plusieurs fois détruite et reconstruite. La forteresse actuelle a été reconstruite par les Ottomans, datant du début du XVIIIe siècle.
C'est l'une des forteresses les mieux conservées de son type dans les Balkans. Les remparts sont 2 100 m de long, 8 m de haut et 3 m d'épaisseur en moyenne. Elle est tout près de la rivière Nišava, qui était autrefois un fossé de la forteresse. Il y a une station météo dans la partie nord-orientale de la forteresse, et un bâtiment contenant des archives historiques dans la partie ouest.

### Période ottomane

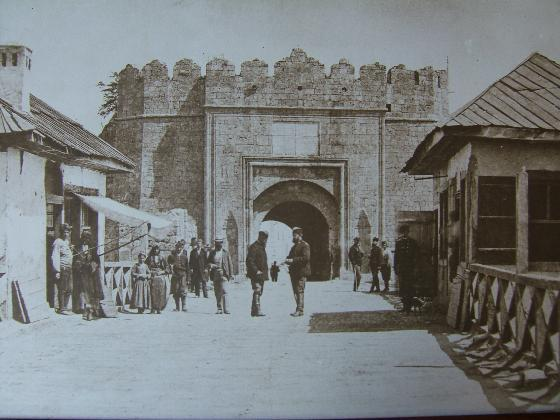
La forteresse de Niš en 1878.

### Thermes antiques dans la forteresse

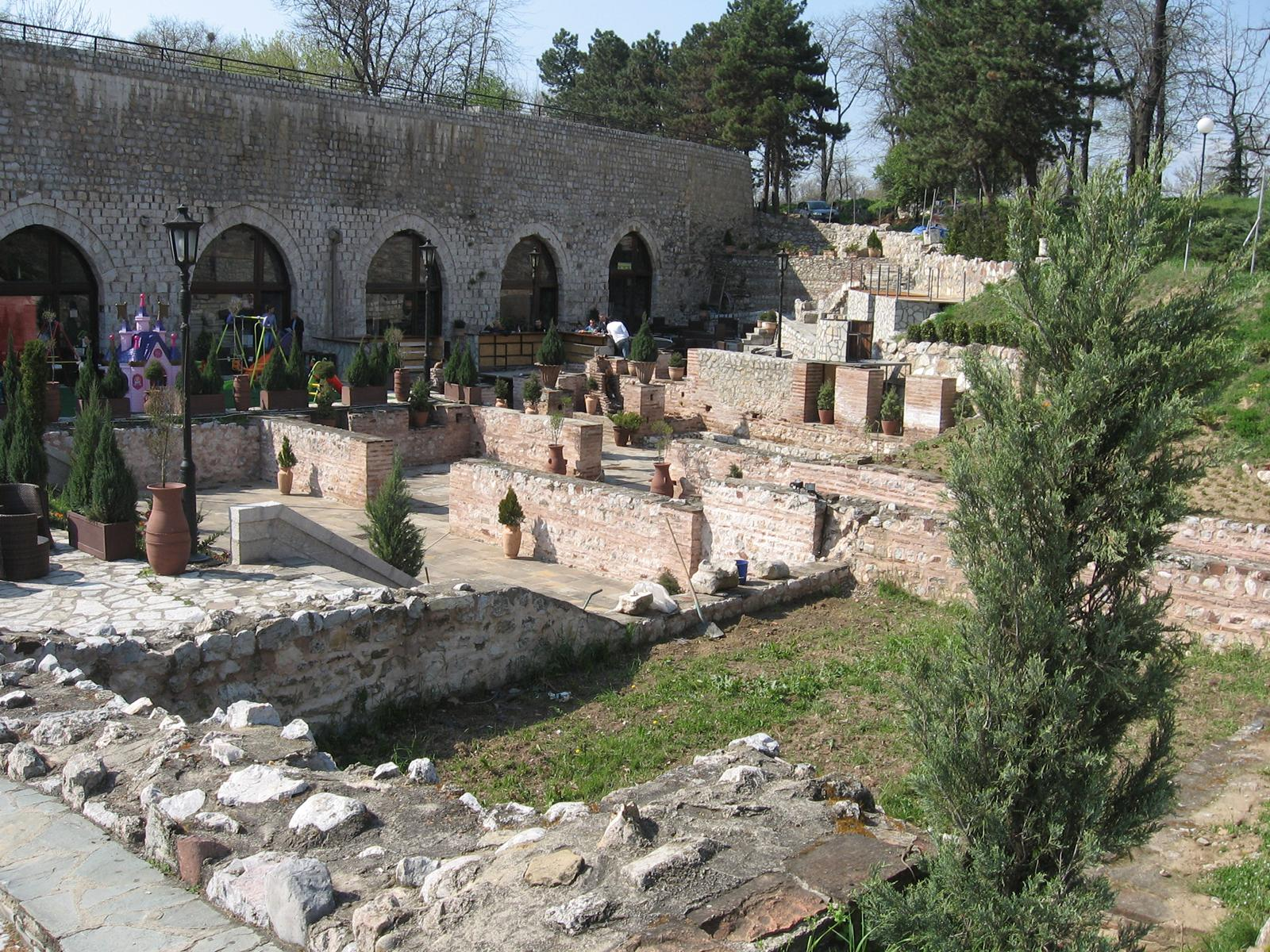
Vue des thermes antiques dans la forteresse.

### Rue protobyzantine avec un bâtiment voûté et une basilique dans la forteresse

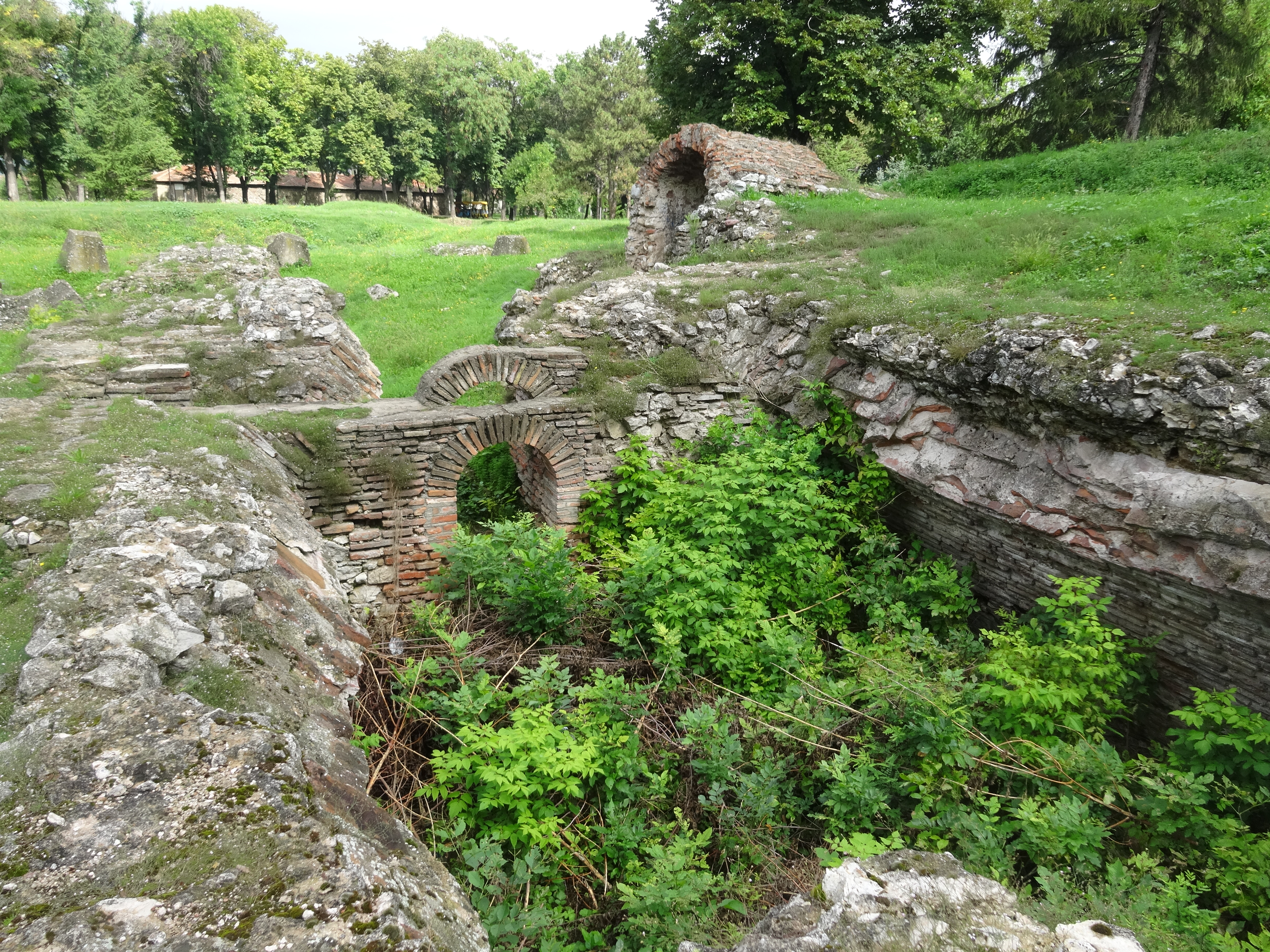
Une rue protobyzantine avec un bâtiment voûté et une basilique.

### Rue byzantine dans la forteresse

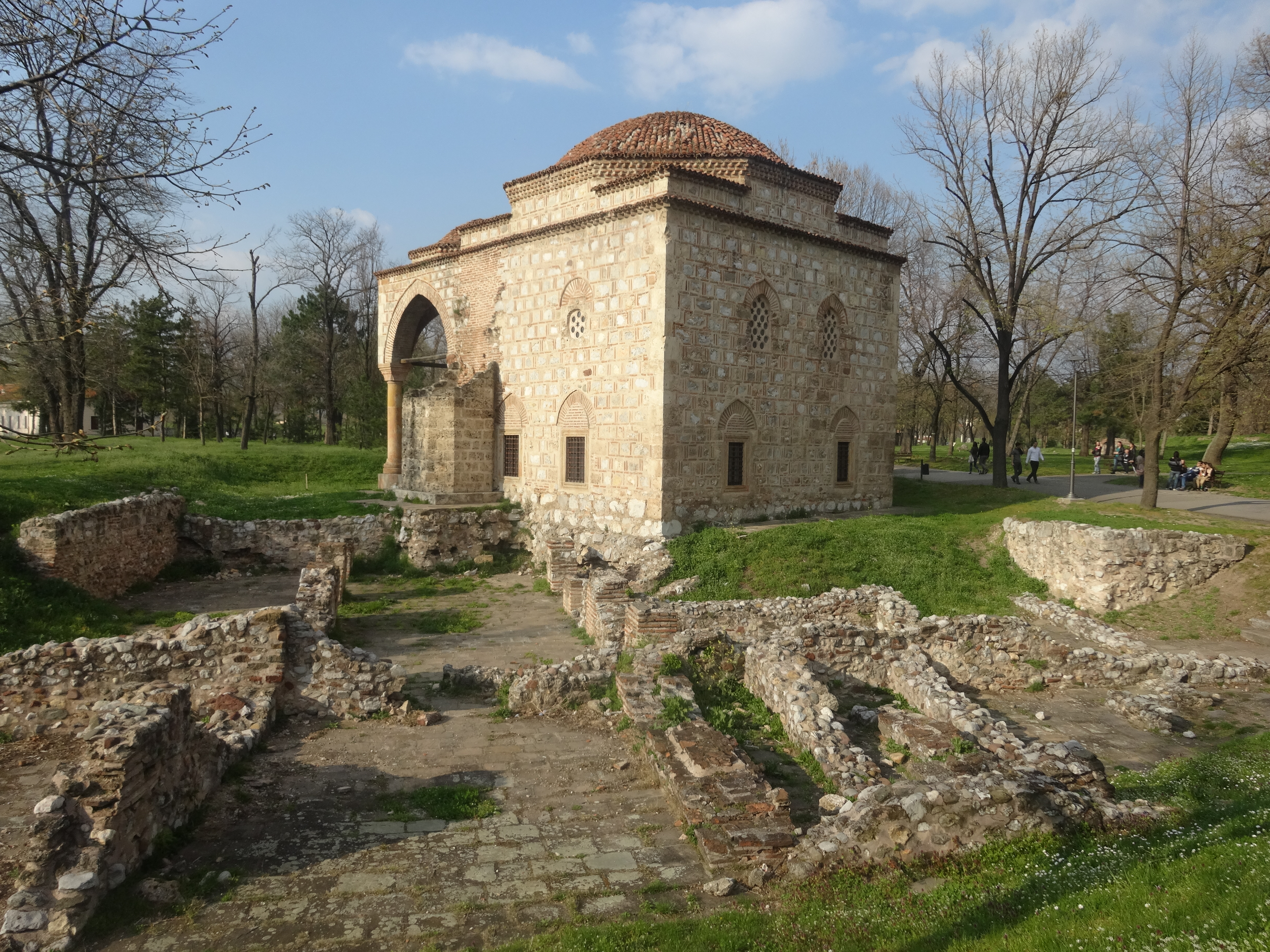
Une rue byzantine.

### Poudrières dans la forteresse

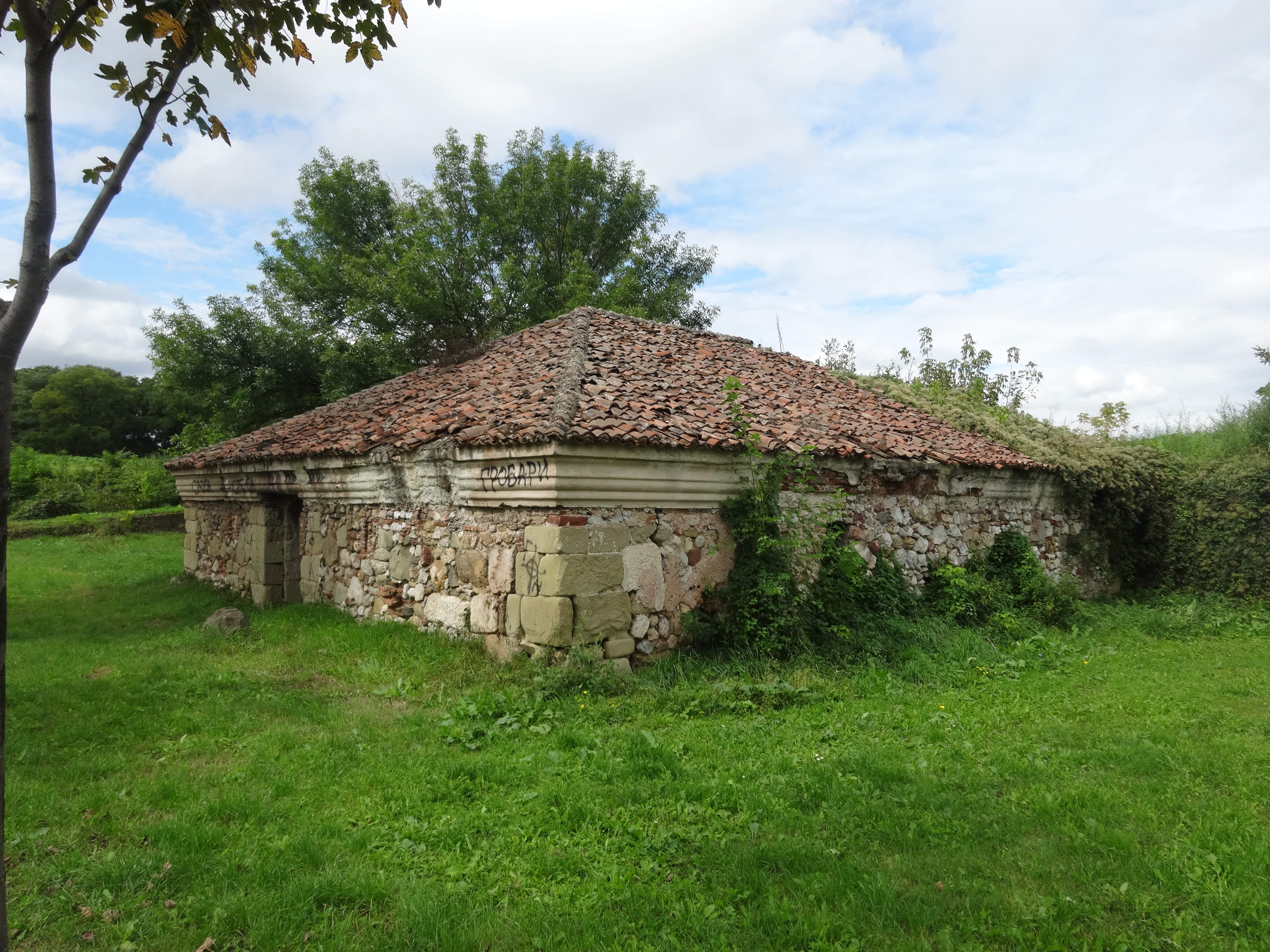
Vue d'une des poudrières.

### Bâtiment des archives historiques

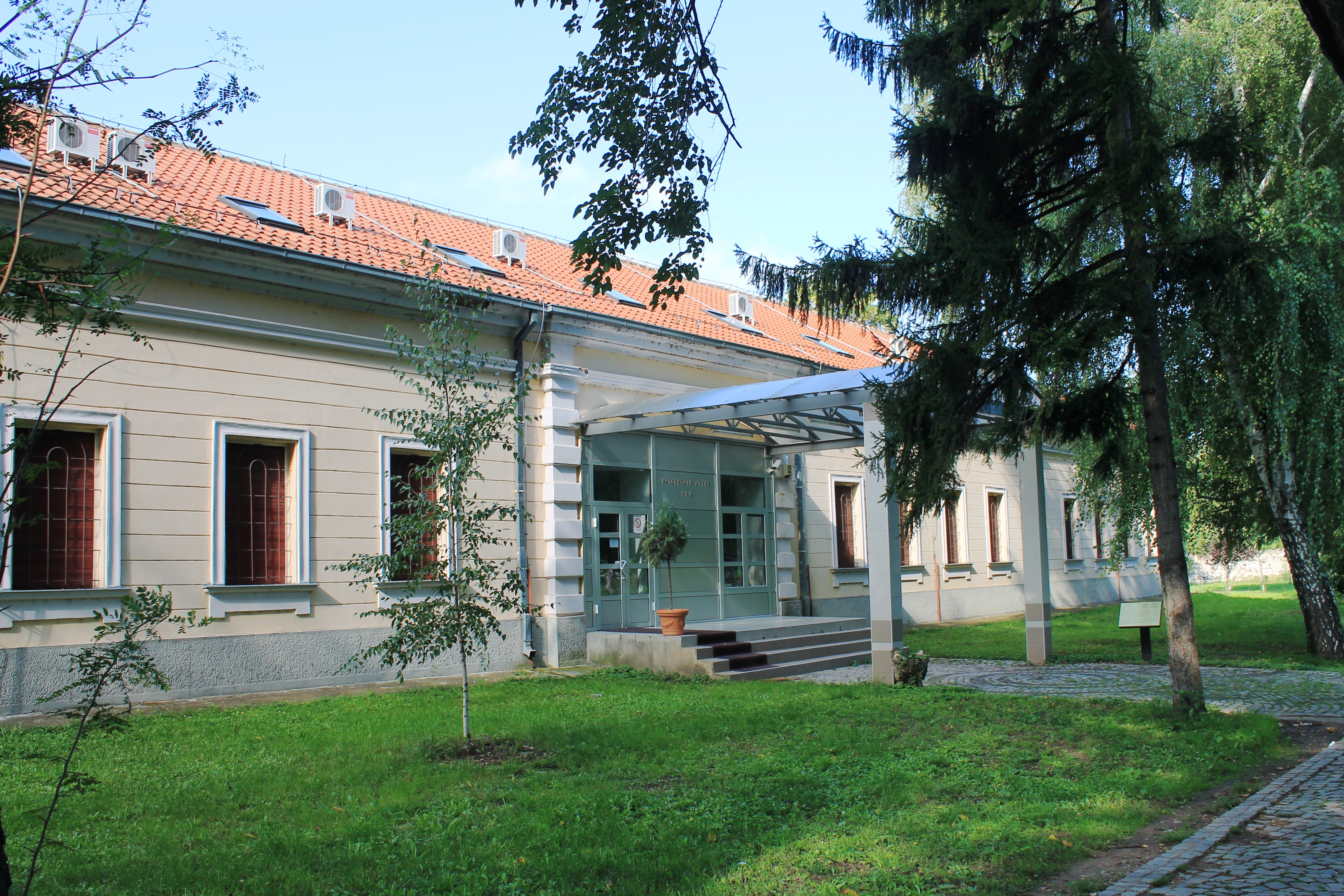
Vue du bâtiment des archives historiques.

### Ossuaire commémoratif des révoltés de la Toplica

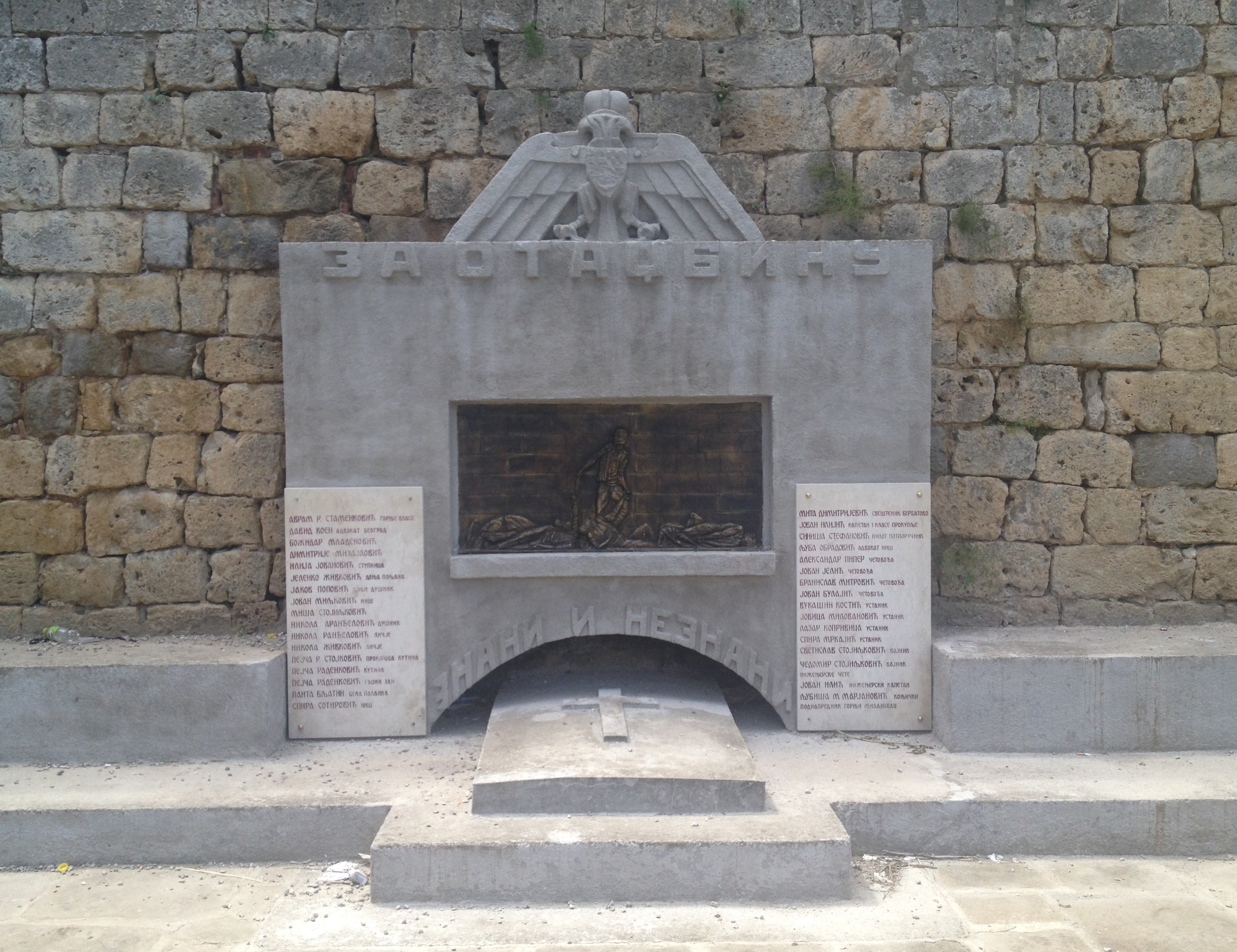
Vue de l'ossuaire commémoratif des révoltés de la Toplica.

## Parc dans la forteresse
Plusieurs espèces d'oiseaux nichent dans le parc de la forteresse, comme la mésange charbonnière (Parus major), la pie-grièche écorcheur (Lanius collurio), la tourterelle turque (Streptopelia decaocto) et le rossignol philomèle (Luscinia megarhynchos).

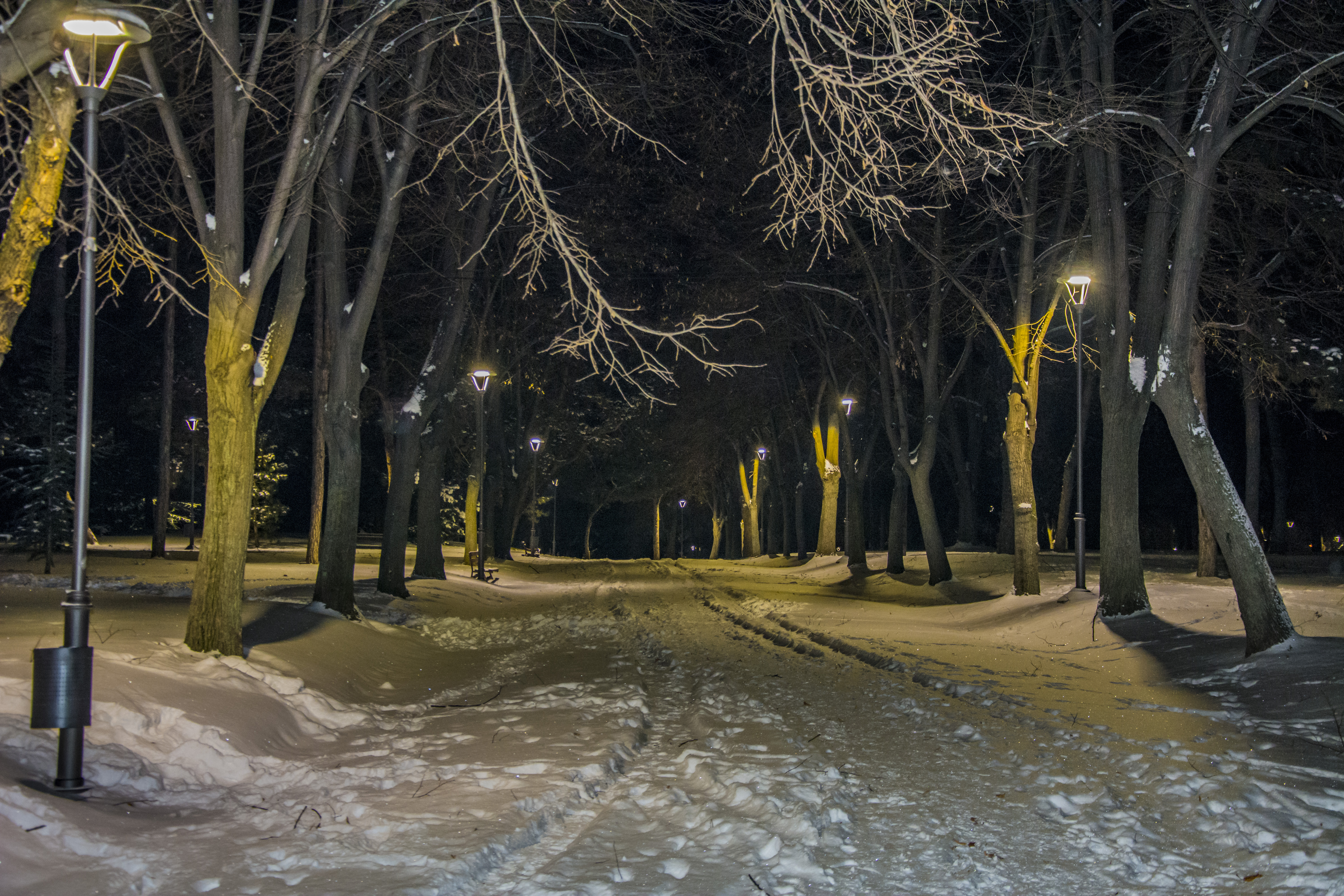
Le parc en hiver.
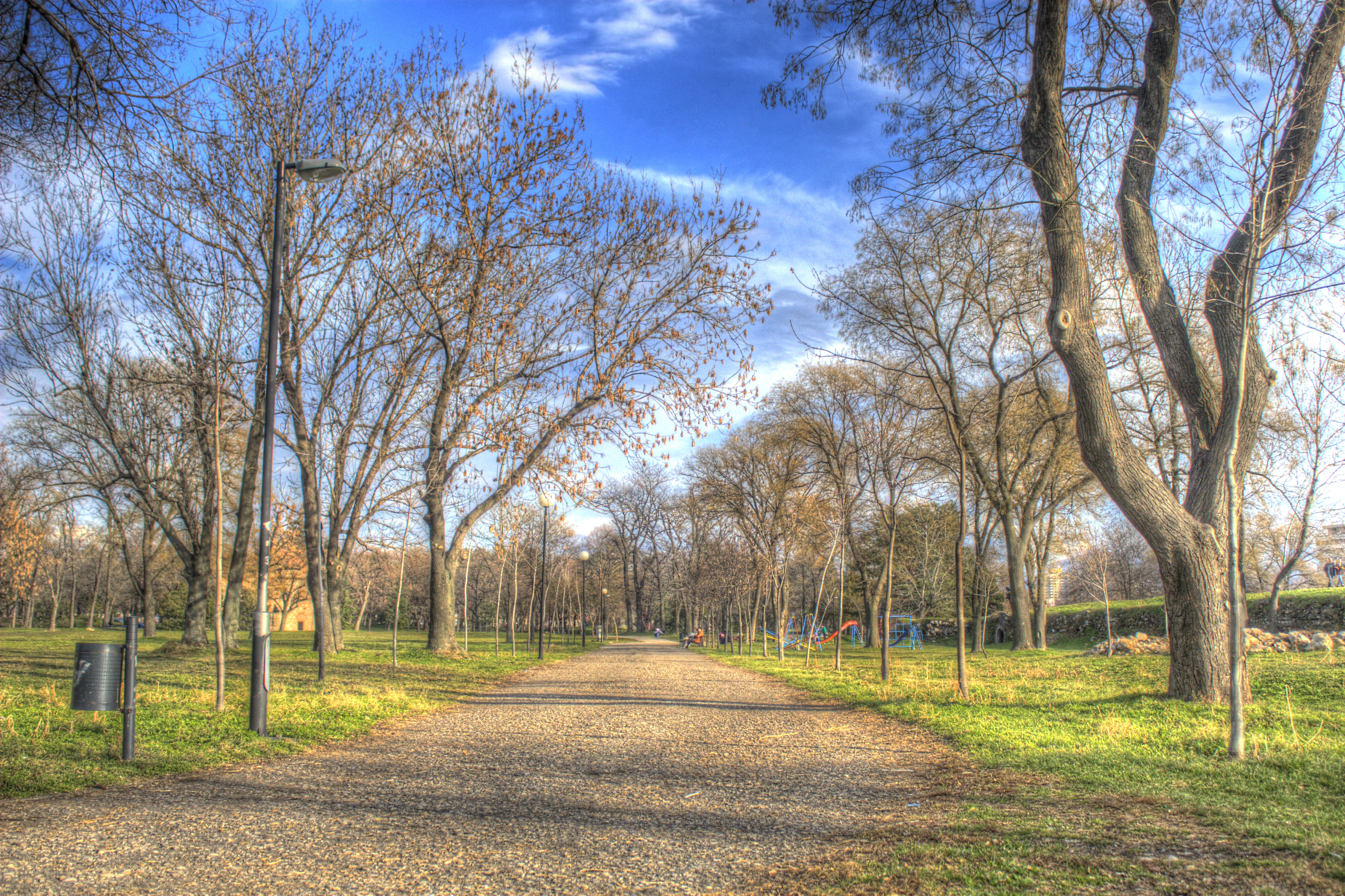
Le parc au printemps.
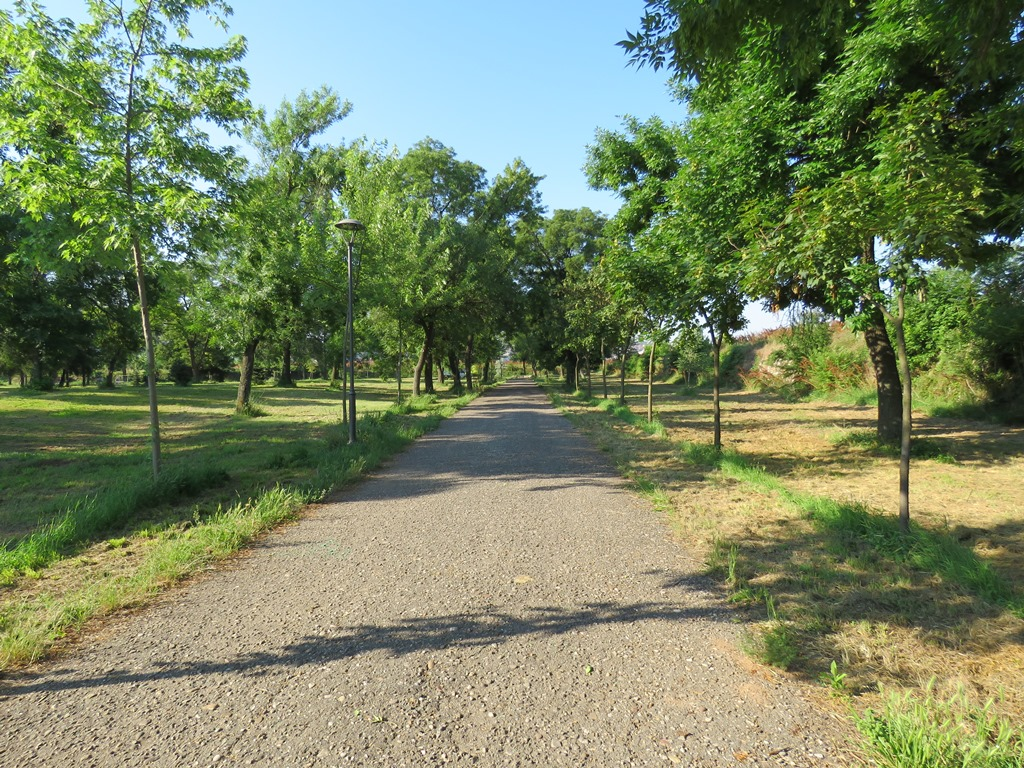
Le parc en été.
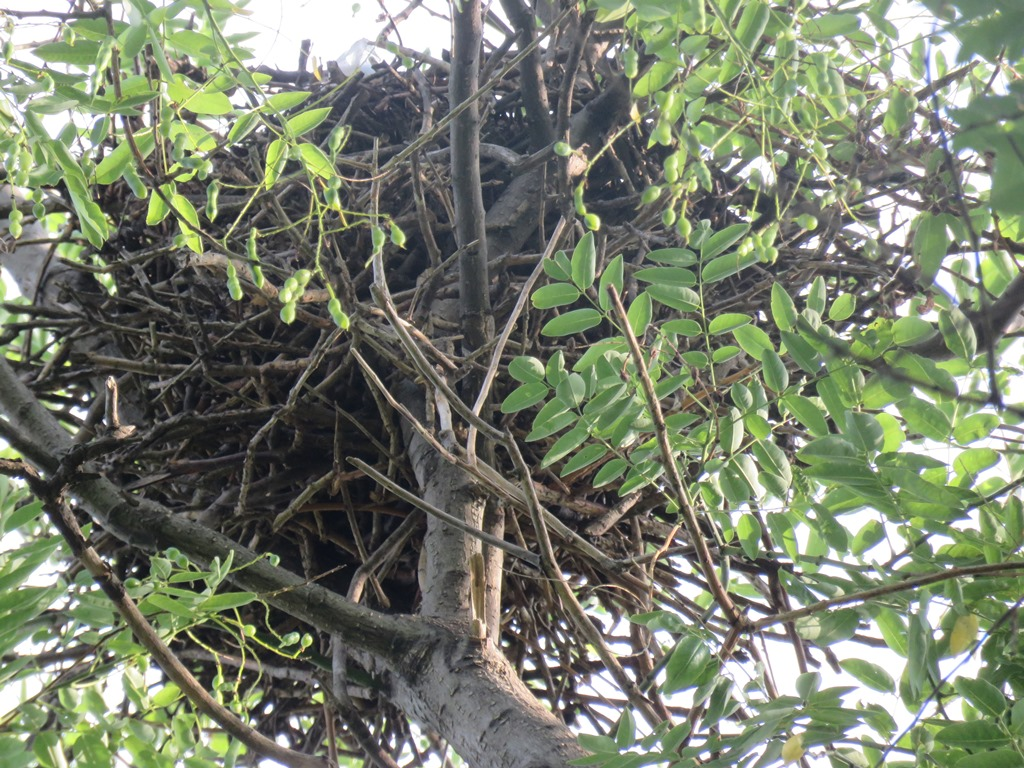
Nids d'oiseaux dans le parc.
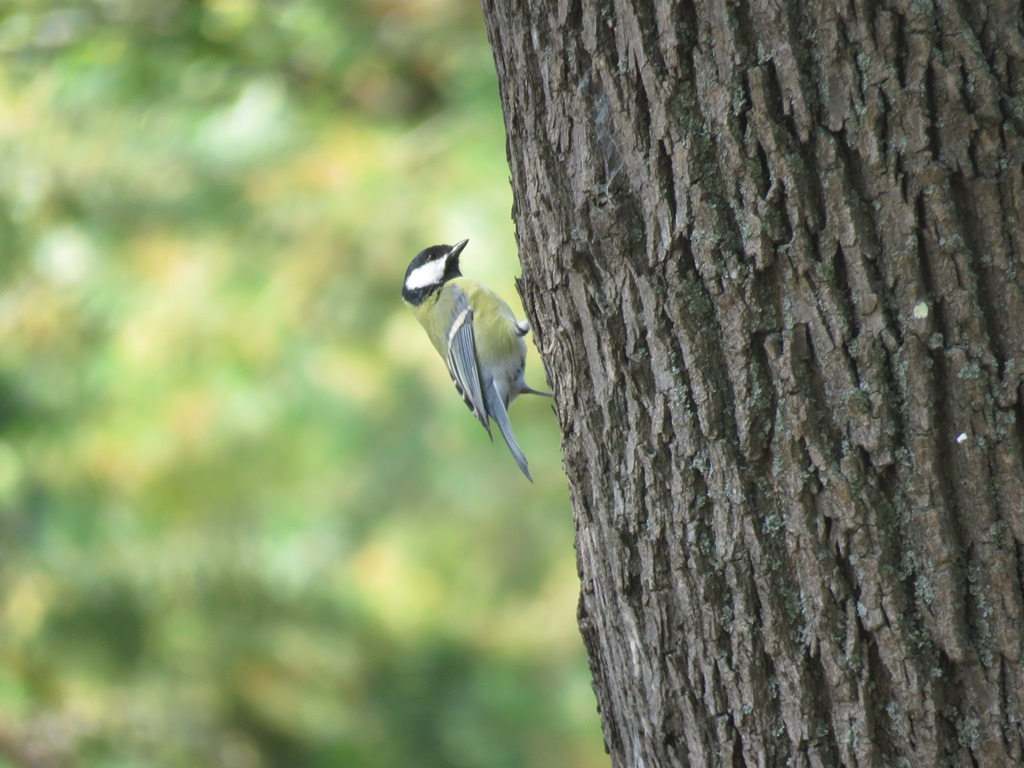
Une mésange charbonnière dans le parc.
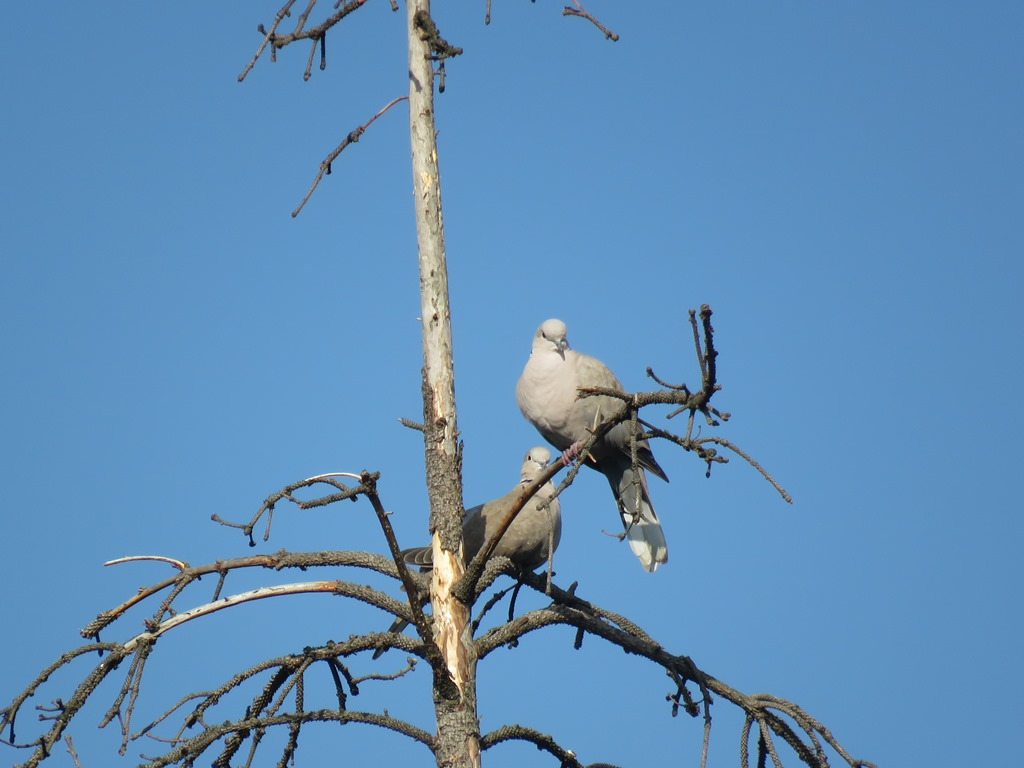
Un couple de tourterelles turques dans le parc.